# Salamanca (New York)
Salamanca is een plaats (city) in de Amerikaanse staat New York, en valt bestuurlijk gezien onder Cattaraugus County.

## Demografie
Bij de volkstelling in 2000 werd het aantal inwoners vastgesteld op 6097.

## Geografie
Volgens het United States Census Bureau beslaat de plaats een oppervlakte van
16,1 km², waarvan 15,5 km² land en 0,6 km² water.

## Plaatsen in de nabije omgeving
De onderstaande figuur toont nabijgelegen plaatsen in een straal van 24 km rond Salamanca.